# 東洋ガスメーター
東洋ガスメーター株式会社（とうようガスメーター）はガスメーターを中心とするガス供給機器の専門メーカー。
本社は富山県射水市にあり、市内に本社工場と七美工場を有している。岩谷産業との関わりが深く、中華人民共和国遼寧省丹東市に合弁でガスメーターの工場を有している。

## 沿革
- 1958年 - 創立
- 1962年 - 株式会社に改組。
- 1970年 - 温度換算装置付ガスメーターを製造開始
- 1977年 - 通商産業省・中小企業庁合理化モデル工場指定
- 1992年 - 七美工場完成
- 1995年 - 中国に岩谷産業と合弁で丹東岩谷東洋燃気表有限公司を設立。
- 1997年 - プロパンガス集中監視センター運用開始
- 1998年 - 通商産業省よりガスメーター第1類 （2.5m3/h以下のガスメーター） の指定製造事業者となる。
- 1999年 - 通商産業省よりガスメーター第2類 （2.5m3/h超のガスメーター） の指定製造事業者となる。

ガスメーターでは内部機構の扇状バルブ主流であるが日本初のロータリーバルブ方式を開発。大阪ガスが採用するM型メータ内部にも現在組み込まれている。ロータリーバルブ方式を組み込むことにより小型化が可能となる。LPガスメーターでは国内唯一のオープンヘッド方式を採用。カウンター表示を見通せる窓孔部にポリカーボネートを採用し更なる小型化を成功させた。

## 主な商品
- LPガスメーター
- 都市ガスメーター
- 計器類
- 温度換算装置付ガスメーター（日本国内で唯一製造）
- プロパンガス集中監視システム